# Caixa Mediterrani
Caixa Mediterrani, més coneguda per l'abreviatura de CAM, va ser una caixa d'estalvis del País Valencià. El seu domicili social es trobava a Alacant i el seu àmbit d'actuació fonamental es produïa al País Valencià i a la Regió de Múrcia, amb una presència destacable a les Illes Balears, Catalunya i la regió de Madrid. Fundada el 1975 per la fusió d'altres caixes més petites, fou comprada pel Banc Sabadell al desembre de 2011, després de la injeccció de 2.800 milions d'Euros pel FROB i ser intervinguda pel Banc d'Espanya en entrar en fallida econòmica.

## Història
El primer precedent va ser el Mont de Pietat i Caixa d'Estalvis d'Alcoi, fundat en 1875. La CAM és el producte de la unió o fusió de 18 caixes d'estalvis i de la compra de dos bancs.

### Creació
La Caja de Ahorros de Alicante y Murcia es va formar el 1975 per la fusió de les entitats següents:
- Monte de Piedad y Caja de Ahorro de Alcoy, fundada el 1875.
- Caja de Ahorros de Nuestra Señora de los Dolores, de Crevillent, fundada el 1903.
- Caja de Ahorros de Nuestra Señora de Montserrat, d'Oriola, creada el 1906 amb el nom de Caja de Ahorros y Socorros y Monte de Piedad de Nuestra Señora de Montserrat, després d'estar funcionant des de 1904 com una oficina dependent de la institució crevillentina anteriorment citada.
- Caja de Ahorros de Novelda, fundada el 1903.
- Caja de Ahorros del Sureste de España creada el 1940 com a resultat de la fusió de:
  - Caja de Ahorros y Monte de Piedad de Alicante, fundada el 1877.
  - Caja de Ahorros y Monte de Piedad de Murcia, fundada el 1924.
  - Caja de Ahorros y Monte de Piedad de Cartagena, fundada el 1921.
  - Caja de Ahorros y Monte de Piedad de Elche, fundada el 1886.
  - Caja de Ahorros y Monte de Piedad de Jumilla, fundada el 1893.
  - Caja de Ahorros y Monte de Piedad de Yecla, fundada el 1902.
  - L'altra caixa d'estalvis que tenia a Iecla el Sindicato Católico Agrario, fundada el 1921, a les quals es va incorporar la cabdetana Caja Rural de Crédito y Ahorro de Caudete, fundada el 1919.

Posteriorment, el 1976, s'hi va integrar la Caja de Ahorros de Alhama de Murcia, que havia estat fundada el 1902.

### Expansió
El 1988 adopta el nom de Caixa d'Estalvis del Mediterrani. Posteriorment s'hi van afegir la Caixa d'Estalvis de Torrent (1988) i la Caixa d'Estalvis Provincial d'Alacant i València (1990).
L'any 2005, va obtenir uns beneficis de 276,3 milions d'euros, fet que la col·locava en la quarta posició pel que fa a les caixes de l'Estat espanyol.
El març de 2007, l'entitat financera va començar a treballar sota el nom comercial de Caixa Mediterrani, tot mantenint la marca CAM tradicional.
Entre 2009 i 2011 el seu president fou Modesto Crespo. Anteriorment ho havia sigut Vicente Sala (1998-2009). Els principals càrrecs d'aquest període d'expansió foren Roberto López Abad, director general, Agustín Llorca Ramírez, director territorial d'Alacant, i Daniel Gil Mallebrera, director general d'empreses i de la divisió immobiliària.

### Integració fallida i rescat
El 2011 es va intentar dur a terme el projecte d'integració amb altres tres caixes d'estalvis (Cajastur, Caja Cantabria i Caja de Extremadura) a través d'un Sistema Institucional de Protecció (SIP) anomenat Banco Base. El 30 de març del 2011 l'assemblea de la CAM va aprovar el traspàs d'actius a Banco Base, però les altres tres no, degut a la situació financera de la CAM, ja que el principal accionista del nou banc hauria estat l'estat, per les ajudes públiques que hauria d'injectar-hi.
Posteriorment al trencament amb els socis de Banco Base, la CAM va sol·licitar al FROB 2.800 milions d'euros per seguir en solitari i una línia de crèdit de 3.000 milions.
El Banc d'Espanya va intervenir l'entitat el 22 de juliol de 2011. Alhora, la direcció de la Caixa havia pres la decisió de fer un pla d'ajust que clausuraria cent oficines de l'entitat.

### Absorció
El desembre de 2011 va ser adquirida pel Banc Sabadell pel preu simbòlic d'un euro. Una vegada adjudicada, el Fons de Garantia de Dipòsits (FDG) va adquirir al FROB l'entitat pagant-li 5.249 milions d'euros i llavors la va cedir al Sabadell per un Euro. El seu president, Josep Oliu, va anunciar en roda de premsa que tancaria unes 300 oficines de les 939 que tenia l'entitat en el moment de la seua compra. Després d'uns anys de maneniment de la marca SabadellMediterrani, la marca es va simplificar paulatinament cap a la marca unificada del Banc Sabadell.

### Escàndols i investigacions judicials
Després del rescat de Caixa Mediterrani, es van conèixer diversos escàndols de nepotisme i irregularitats a la gestió que foren investigades judicialment. El novembre de 2018 l'Audiència Provincial va condemnar l'ex president Modesto Crespo i el juliol de 2019 el Tribunal Suprem va emetre la sentència referent als comptes de l'entitat.

## Obra social
L'obra social de la CAM tenia un pressupost d'uns 35 milions d'Euros anuals. Abans de l'absorció, convocava les Beques Col·lecció CAM Arts Plàstiques i els Premis Fotocam, i participava en institucions culturals com la Casa Museu Azorín, el Centre d'Art d'Alcoi i diferents espais CAMON (Alacant, Madrid i Múrcia).
Poc abans de la seva absorció, la CAM va arribar a un acord amb l'Ajuntament d'Alacant, cedint durant 5 anys la seva col·lecció formada per 215 obres d'art i valorada en més de 10 milions d'Euros al Museu d'Art Contemporani d'Alacant.
Actualment la fundació existeix sota el nom de Fundació Mediterrani.